# JPML WRC-Rリーグ
JPML WRC-Rリーグは、（株）JPMLが主催、日本プロ麻雀連盟が大会運営、龍龍と日本プロ麻雀連盟チャンネルの協力で開催している競技麻雀のタイトル戦。

## 概要
日本プロ麻雀連盟公式ルールでは赤牌を用いないが、Mリーグなど近年赤牌を用いる大会が増加してきたことから、JPML WRCリーグをベースとした“赤牌入り”大会として2022年12月に創設された。
大会は連盟WRCルールに準拠して行われるが、使用する牌のうち五索・五筒・五萬を赤牌に差し替えて行われる。また、順位点がJPML WRCリーグの「5-15」に対し、JPML WRC-Rリーグでは「10-30」となっている違いもある。

## 大会システム
日本プロ麻雀連盟所属のプロ雀士のみが参加できる。鳳凰戦所属リーグを決めるための前年度ポイントランキングの上位7名にシード権が与えられ、ランキング7位までの雀士が辞退した場合は20,000ポイント以上を持っているものを対象に上位から繰り上げる。これはJPML WRCリーグのようにタイトルホルダーをシードとした場合、タイトルホルダーに対する年間タイトル戦へのシード権付与が年4回となってしまうため、これを回避するための措置である。
その他の大会システムはJPML WRCリーグに準じている。
予選リーグ
毎週月曜日に設定されたリーグ戦を5節行う（参加日の設定は任意）。50分超過時点でその次の局が最終局となる。
各節終了時点でポイントがマイナス250ポイントを超えるとその時点で失格。
5節終了時点で成績を比較し、順位に応じて以下のトーナメントに進む。
- 総合首位→ベスト16にシード
- 総合2位-10位（9名）→2次トーナメントにシード
- 総合11位-26位（16名）→1次トーナメント進出

なお、シード選手の参加辞退等によりトーナメント参加者が不足する場合は順位を繰り上げる。
予備予選トーナメント
地方支部代表12名（足りない場合は予選リーグ敗退者から補充）を3卓に分け、各卓で半荘2回戦を実施。
各卓の上位2名、計6名が2次トーナメント進出。
1次トーナメント
シードのポイントランキング6・7位と、予選勝ち上がり16名、予備予選トーナメント勝ち上がり6名を加えた24名を6卓に分け、各卓で半荘3回戦を実施。
各卓の上位2名、計12名が2次トーナメント進出。
2次トーナメント
シードのポイントランキング3-5位と予選シード9名、1次トーナメント勝ち上がり12名を加えた24名を6卓に分け、各卓で半荘3回戦を実施。
各卓の上位2名、計12名がベスト16進出。
ベスト16
シードの前期WRC-R優勝者、ポイントランキング1-2位と予選最上位シード、2次トーナメント勝ち上がり12名を加えた16名を4卓に分け、各卓で半荘4回戦を実施。
各卓の上位2名、計8名がベスト8進出。
ベスト8
ベスト16勝ち残りの8名を2卓に分け、各卓で半荘4回戦を実施。
各卓の上位2名、計4名が決勝進出。
決勝
ベスト8勝ち残りの4名で半荘4回戦を実施し、成績上位が優勝。
優勝賞金として60万円が授与される。

## 歴代優勝者
- 第1期（2023年前期） - 仲田加南（2位：香野蘭、3位：奈良圭純、4位：塚田悠介）
- 第2期（2023年後期） - 角谷陽介（2位：奈良圭純、3位：大鹿糠文也、4位：鈴木勝也）
- 第3期（2024年前期） - 勝又健志（2位：魚谷侑未、3位：近藤久春、4位：平野良栄）